# Echinorhynchus lenoki
Echinorhynchus lenoki är en hakmaskart som beskrevs av Achmerov, et al 1941. Echinorhynchus lenoki ingår i släktet Echinorhynchus och familjen Echinorhynchidae. Inga underarter finns listade i Catalogue of Life.